# 三郷駅 (咸鏡北道)
三郷駅（サミャンえき、삼향역）は朝鮮民主主義人民共和国咸鏡北道明澗郡に位置する朝鮮民主主義人民共和国鉄道省平羅線の駅である。

## 歴史
- 1931年9月10日：永安駅として開業[1]。
- 日時不明：三郷駅に改称。